# ルドヴィコ・ザメンホフ
ラザーロ・ルドヴィコ・ザメンホフ（エスペラント: Lazaro Ludoviko Zamenhof 、ポーランド語: Ludwik Łazarz Zamenhof 1859年12月15日 - 1917年4月14日）は、ユダヤ系ポーランド人で、職業としては眼科医。人工言語エスペラントの創案者。
本名はエリエゼル・レヴィ・ザメンホフ（ヘブライ語：אֱלִיעֶזֶר לֵוִי זאַמענהאָף 、ドイツ語転写：Eliezer Lewi Samenhof ）。ファーストネームは、少年時代はエリエゼルのイディッシュ語形レイゼル（Lejzer）とそのロシア語形ラーザリもしくはラーザリ・マルコヴィチ（Лазарь (Маркович)）を併用し、大学以降はレヴィの欧州語代用名ルードヴィク（Ludwik）とリュードヴィク（Людвик）、そして1901年にエスペラントでルドヴィーコ（Ludoviko）と名乗り、"Dr. L. L. Zamenhof"と署名するようになった（Lを重ねたのは弟のレオン・ザメンホフ（1875年-1934年）も医師であったため）。
弟のフェリクス・ザメンホフ（1868年-1933年）もエスペランティストとなり、"FEZ"の筆名で兄を助けた。

## 各言語による名前の表記
| 言語           | 表記                                                       | カタカナ                                          |
| -------------- | ---------------------------------------------------------- | ------------------------------------------------- |
| エスペラント   | Ludoviko Lazaro Zamenhof (Zamenhofo)                       | ルドヴィーコ・ラザーロ・ザメンホフ/ザメンホーフォ |
| イディッシュ語 | לודוויג לײזער זאַמענהאָף                                     | ルードヴィク・レイゼル・ザメンホフ                |
| ロシア語       | Людвик Лазарь Заменгоф                                     | リュードヴィク・ラーザリ・ザーメンゴフ            |
| ポーランド語   | Ludwik Łazarz Zamenhof [ˈludvʲik ˈwazaʃ zãˈmɛ̃nxɔf]         | ルードヴィク・ワーザシュ・ザメンホフ              |
| ドイツ語       | Ludwig Lazarus Samenhof / Zamenhof [ˈzamɛnxɔf]/[zaˈmɛnhɔf] | ルートヴィヒ・ラーツァルス・ザメンホフ            |

## 来歴

### 言語への強い興味
ザメンホフは1859年にポーランド北東部のビャウィストクで生まれた。当時、ポーランドは帝政ロシア領で、町の人々は4つの主な民族（ロシア人、ポーランド人、ドイツ人、イディッシュ語を話す大勢のユダヤ人）のグループに分断されていた。ザメンホフはグループの間に起こる不和に悲嘆し、また憤りを覚えていた。彼は憎しみや偏見の主な原因が、民族的・言語的な基盤の異なる人々の間で中立的なコミュニケーションの道具として働くべき共通の言語がないことから起こる相互の不理解にあると考えた。

### 国際語を作る試み
ワルシャワの中等学校に通いながら、ザメンホフはある種の国際語を作ろうと試みた。それは文法が非常に豊富な一方で、大変複雑なものでもあった。ザメンホフは（ドイツ語、フランス語、ラテン語、ギリシャ語と共に）英語を学んだ際に、国際補助語には動詞の人称変化は必要ではなく、比較的簡単な文法を持ちながら、語の新しい形を作るのに接頭辞・接尾辞を幅広く用いるようなものでなくてはならない、という構想を固める。
1878年までにザメンホフの「リングヴェ・ウニヴェルサーラ」（普遍語）はほとんど完成しかけていたが、若すぎたために著書を出版することができなかった。卒業後すぐにザメンホフは医学を、最初はモスクワで、次にワルシャワで学び始める。1885年には大学を卒業し、眼科医として開業する。患者を治療する傍ら、ザメンホフは国際語の計画を進める。

### エスペラント創案
ザメンホフは国際語を述べた著書を出版すべく、2年にわたって基金を設立しようと試みるが、後に妻となる女性クララ・ジルベルニクの父親から経済的な援助を受けることで、その必要はなくなった。1887年には "Doktoro Esperanto. Lingvo internacia. Antaŭparolo kaj plena lernolibro"（「エスペラント（希望する人）博士、国際語、序文と完全なテキスト」）と題された著書が出版されることになる。ザメンホフにとってこの言語は単なるコミュニケーションの道具ではなく、異なる人々や文化の平和的な共存という自らの理念を広げる手段でもあった。
ザメンホフは1917年にワルシャワで心臓病のために亡くなった。
ザメンホフは妻クララとの間に一男二女（アダム、ゾフィア、リディア）に恵まれたが、いずれもホロコーストのために命を落としている（アダムの息子は死体のふりをしたため無事に生還できた）。特に二女のリディアはバハイ教徒として布教活動をする傍らエスペラントの翻訳活動を行った。ザメンホフの家族のその後については、家族の中でただ一人ホロコーストから生き延びた孫（アダム・ザメンホフの息子）のルイ・クリストフ・ザレスキ＝ザメンホフの著書『ザメンホフ通り―エスペラントとホロコースト』（原書房、2005年、ISBN 4-562-03861-6）に詳しい。

## 著書
ザメンホフの著作全集（PVZ）はいとうかんじ（筆名Ludovikito）らの編集により出版されている。
- Unua Libro（1887年）：エスペラントの教科書。
- Dua Libro（1888年）:『第二の書』とも。アンデルセンなどの翻訳を収める。
- エスペラントの基礎（Fundamento de Esperanto、1905年）
- エスペラント訳ことわざ集（1910年）

### 翻訳
ザメンホフは、エスペラントの文学的表現を高めるために積極的に文学作品を翻訳した。
- ショーレム・アレイヘム:『ギムナジウム（La Gimnazio）』…1914年。日本では『受験地獄』の表題で知られる。
- ハンス・クリスチャン・アンデルセン:童話集
- エリザ・オルゼシュコヴァ:『寡婦マルタ（Marta）』（1910年）…邦題は清見陸郎の重訳による。
- フリードリヒ・フォン・シラー:『群盗（La rabistoj）』（1908年）
- ヨハン・ヴォルフガング・フォン・ゲーテ:『タウリス島のイフィゲーニエ（Ifigenio en Taurido）』（1908年）
- ニコライ・ゴーゴリ:『検察官（La revizoro）』（1907年）
- ウィリアム・シェイクスピア:『ハムレット（Hamleto）』（1894年）
- チャールズ・ディケンズ:『人生の戦い（La batalo de l' vivo）』（1891年/1910年）
- ハインリヒ・ハイネ:『バッヘラッハのラビ（La rabeno de baĥaraĥ）』(1914年)
- モリエール:『ジョルジュ・ダンダン:あるいは、やり込められた夫（Georgo Dandin aŭ la Senmaskigita Edzo）』（1908年）
- 旧約聖書（1910年-1914年）:全文を翻訳し、生前に申命記までを発表した。ザメンホフの死後、全訳は英国外国聖書協会により1926年に『La Sankta Biblio』として完成。[2][3]